# ایلوکسادولین
ایلوکسادولین (انگلیسی: Eluxadoline) با نام تجاری «وایبرزی» (انگلیسی: Viberzi؛ ‎/vaɪˈb[invalid input: 'ɜ:r']zi/‎ vy-BUR-zee) یک داروی خوراکی است که جهت درمان علائم اسهال و درد شکمی در مبتلایان به «سندرم روده تحریک‌پذیر با اسهال غالب» (IBS-D) به‌کار می‌رود. این دارو در سال ۲۰۱۵ میلادی در ایالات متحده آمریکا تأیید شد. این دارو توسط شرکت‌های دارویی «یانسن» و «اکتاویس» ساخته شد.

## موارد منع مصرف
مصرف دارو در موارد زیر قدغن است:
- هرگونه مشکل انسدادی در کیسه صفرا یا اشکال در عملکرد اسفنکتر اودی
- سوءمصرف الکل
- پانکراتیت
- مشکلات کبدی
- یبوست مرمن یا شدید[۵]

## عوارض جانبی
عوارض جانبی شایع این دارو، یبوست و تهوع است اما در کارآزمایی‌های بالینی احتمال آنکه یبوست منجر به قطع دارو شود، برای هر دو گروهِ آزمایش‌شونده و شاهد یکسان بود. عوارض جانبی نادر دارو شامل احساس خستگی، برونشیت و گاستروآنتریت ویروسی است. عوارض خطرناک اما نادر دارو عبارتند از: پانکراتیت (۰٫۳٪) که احتمالش با دوز ۱۰۰ میلی‌گرم (۰٫۳٪) بیشتر از دوز دارویی ۷۵ میلی‌گرم (۰٫۲٪) بوده‌است. خطر این عارضه در کسانی که کیسه صفرا ندارند بیشتر است و مصرف این دارو در اینگونه افراد توصیه نمی‌شود. در واقع در ماه مارس ۲۰۱۷ میلادی، سازمان غذا و داروی آمریکا هشداری در ارتباط با خطر بروز پانکراتیت در افرادی که کیسه صفرا ندارند منتشر کرد. بررسی‌ها نشان داده‌است که در این افراد، مصرف ایلوکسادولین موجب انقباض اسفنکتر اودی شده و خطر پانکراتیت را افزایش می‌دهد. سازمان غذا و داروی آمریکا گزارش داد که در برخی موارد، حتی مصرف یک یا دو قرص ۷۵ میلی‌گرمی در این افراد موجب بروز پانکراتیت شده‌است. هر دو مورد مرگی که تا تاریخ فوریهٔ ۲۰۱۷ میلادی در اثر مصرف این دارو گزارش شده، در کسانی بوده که کیسه صفرا نداشته‌اند.

## تداخلات دارویی
در صورت مصرف همزمان ایلوکسادولین با بازدارنده‌های پروتئین SLCO1B1 زیر، سطح خونی ایلوکسادولین افزایش می‌یابد:
- سیکلوسپورین
- جم فیبروزیل
- ریفامپین
- برخی داروهای درمان اچ‌آی‌وی/ایدز
- الترومبوپگ

همچنین مصرف همزمان آن با داروهایی که موجب یبوست می‌شوند، توصیه نمی‌شود:
- مشتقات تریاک
- آلوسترون
- داروهای آنتی کولینرژیک
- بیسموت (احتمالِ بالقوهٔ هم‌افزایی خطرناک وجود دارد)[۱۰]

ایلوکسادولین، غلظت داروهایی را که سوبسترای SLCO1B1 و ABCG2 هستند، افزایش می‌دهد. همچنین تجویز همزمان این دارو با روسواستاتین (رزوواستاتین)، خطرِ رابدومیولیز را بالا می‌برد.

## داروشناسی

### مکانیسم اثر
ایلوکسادولین یک آگونیست گیرنده‌های اوپیوئیدی «کاپا» و «میو» و یک آنتاگونیست گیرندهٔ اوپیوئیدی «دلتا» است که به صورت موضعی در دستگاه عصبی روده‌ها عمل می‌کند و اثرات ناخواستهٔ دستگاه عصبی مرکزی بر روی روده‌ها را کم می‌کند.

### فارماکوکینتیک
این دارو هیچگونه اثر تحریکی یا مهاری بر روی سیتوکروم پی ۴۵۰ ندارد. با تجویز یک دوز ۱۰۰ میلی‌گرمی، غلظت حداکثر سرمی (Cmax) در حدود ۲ تا ۴ نانوگرم در میلی‌لیتر است. ایلوکسادولین فارماکوکینتیک خطی دارد و مصرف همرمان آن با غذاهای پُرچرب، غلظت حداکثر سرمی را تا ۵۰٪ و سطحِ زیرنمودار (AUC) را تا ۶۰٪ کاهش می‌دهد.